# Jani Khel (huyện), Paktia
Jani Khel là một huyện thuộc tỉnh Paktia, Afghanistan. Dân số thời điểm năm 1999 là 18,02 người.